# أيدلجا
أيدلجا سارب أو باختصار أيدلجا (ولدت 25 يونيو 1979 ، كوتاهية، تركيا)، كاتبة تركية، موسيقية، مقدمة برامج بالراديو.
وفي عام 1997 فقد كان أول كتاب نشر لها القصة القصيرة المعروفة (أحلام في طرف قلمى). وفي عام 2002 فقد نشرت رواية شارع بوليميا والتي تحكى حكاية فتاة من بوليميا. اما في عام 2004 فقد أصدرت رواية أخرى عرفت باسم (نبض الحب الذهبى).

## تعليمها
قد تقدمت أيدلجا عندما كانت تبلغ عمر الثامنة إلى امتحانات حماية الطفل براديو تي ار تي بأنقرة، وعندما بلغت عمر الخامسة عشر فقد كانت أول فنانة راديو في تركيا ب جوقة الأطفال الخاصة بالموسيقي التركية.
وفي عام 2006 فقد أنهت دراستها منحتها بالجامعة بالعاصمة من ناحية، ومن ناحية أخرى فقد حصلت على المركز الأول على مدار دراستها الجامعية في كل السنوات. وبعد قامت بالحصول على الماجستير في مجال الإذاعة والتلفزيون في جامعة أسطنبول. وقد حصلت على لقب (أخصائية اتصالات).

## عملها الموسيقى
قامت أيدلجا في 28 مارس 2006 بأصدار أول ألبوم لها، والمعروف باسم (عالم الأغنية الصغيرة)، وكانت كل كلمات، وألحان الأغاني منسوبة إليها، وقامت بعدها في 27 أكتوبر 2009 بأصدار ألبومها الثاني (سوبا)، بعض عملها بالموسيقى من 8 إلى 9 سنوات.
وقد اختيرت (كأفضل فنانة موهوبة لهذا العام) وذلك في التقييم الذي وضعته جريدة يوكسيسز على ألبومها الأول، وقد اختير أيضا ألبومها الأول (عالم الأغنية الصغيرة) كواحد من أفضل الألبومات في عام 2006، وذلك من خلال مجلة الفن القومى.
وقد استخدمت أيدلجا جزء العزف في أول ألبوم لها، وقد حصل هذا الجزء على اهتمام كبير في تركيا، وحصلت على أفضل الأغاني على الإطلاق لتسجيلات بترول. وقد تم نشر الألبوم في 25 دولة مختلفة.
وفي يونيو 2010 فقد أصدرت أغنية منفردة، وألبومها الثالث. وقد حققوا مبيعات عالية جدا في سوق الأغاني تخطوا بها الأرقام القياسية بين الألبومات الموجودة على الساحة الفنية.
وفي 29 أكتوبر 2010 فقد قامت أيدلجا بكتابة الأغاني الخاصة التركية الموجودة في ألبوم المكون من أغاني الفيلم الجديد ثلاثى الأبعاد (نادى وينكس، ثلاثى الأبعاد، المغامرة السحرية)، المأخوذ عن فيلم الكرتون الإيطالي نادى وينكس. وقد كان الألبوم يتكون من 11 أغنية من مختلف الأنواع، وكان من ضمنهم 3 أغاني روك.
وقد قامت أيدلجا بأصدار ألبومها الثالث (القفل)، والذي ا، تجخ دي اس أم في 19 فبراير 2011. وفي نفس العام فقد نشرت المقاطع الموسيقية (المجنون العاقل) من شركة تسعة ثمانية للموسيقى.
وقامت بعدها أيدلجا بأصدار ألبومها الأخير (فعلتها بالوحدة)، والذي قام بأنتاجه دي اس ام وذلك في 14 مارس 2013.وقد قامت بتصوير كليبين من هذا الألبوم.

## سلسلة الموسيقى
قامت أيدلجا بعمل العديد من الموسيقي في تي ار تي في مجال الموسيقى، وكان من ضمن هذه الأعمال حبنى بكل الأحوال، وموسم الكرز.
وفي تمام الساعة التاسعة مساء ليوم الجمعة، 4 يوليو 2014 فقد قامت أيدلجا بعمل موسيقي لسلسلة مسلسل موسم الكرز، والذي بدأت به الانتشار في فوكس.
وهي الآن معروفة، وأصبحت أكثر شهرة من خلال موسيقى مسلسل موسم الكرز.

## البرامج الأذاعية
قامت أيدلجا منذ سبتمبر 2010 بأعداد برنامج اذاعى خمسة زائد، خمسة ناقص في راديو أف أم روك، وقامت بتقديمه.

## أعمالها الفنية

### ألبوماتها
- 2006: عالم الأغنية الصغيرة
- 2009: سوبا
- 2011:القفل
- 2013: فعلت ذلك مع الوحدة

### الأغانى المنفردة
- 2010:الهوس (رقمية)
- 2011: المجنون العاقل (رقمي)
- 2011: السؤال (رقمي)
- 2012: لو نذهب لأيحا (رقمي)
- 2014: تعال إلى الحب

(لى أشكال الحياة النمطية، وكانت لي مشاكل والالام تتعلق بالأنظمة. اتحدث عن حرية المرأة في موسيقى الروك، وليس من المفترض أن تكون وجها لوجه مع رجل. انا فتاة لطيفة تقوم بغناء الروك) (أيدلجا )

## المشاريع البيئية
ايقاف قلب الدنيا: الوعى بالطبيعة، والبيئة، وقد وضعت العديد من المشاريع المتعلقة بمنظمة السلام الأخضر. وقد كان السلام الأخضر فقد كانت من أكثر المواضيع تأثيرا، وقامت مع الموسيقى بتحقيق هذا المشروع.وقد قامت بعدها بأصدار كليب مشترك من اجل خدمة هذا المشروع عرف باسم (ايقاف قلب الدنيا ). ومن اجل كليب هذه الأغنية فقد كان واحد من المراكز العامة للسلام الأخضر الدولى خارج البلاد، وقد كانت المرة الأولى من نوعها حيث نشر العديد من الصور، والبوسترات في كل أنحاء تركيا.
وقالت أيدلجا ان الطاقة النووية ليست الطاقة النووية، وقد انضمت ايدلجا إلى الحملات التي بدأت ضد محطات الطاقة النووية في البحر الأبيض المتوسط .وقد تبنت هذه الحملة باسم (هل مستعد للعيش بالطاقة النووية؟)، وقامت بطبع الصور، وعمل التيشرتات ووضع الصور عليها، وأقامة الحفلات الداعمة لفكرتها.

## كتابتها
الفنانة التي جمعت بين الموسيقى والكتابة:
-أحلام في طرف قلمى (1998)، (منشورات التحول الاجتماعى)
-شارع بوليميا (2002)، (مكتبة رمزى)
-ضربة العشق الذهبية (2004)، منشورات ايفرست
-مذكرة الحب (2011)، منشورا أرتيمس
وقد اثارت روايتها غضب المجتمع، وتوجيه الانتقادات إلى الفتاة التي قامت بأصدار رواية شارع بوليميا التي يحكى قصة فتاة شابة خرجت متخطية الغضب، وفي عام 2010 قام الأستاذ الدكتور مصطفى كيلتش في جامعة أينونو، باستخدام هذه الرواية وبدأ بتدرسيها كمصدر لكتاب.
وقد حصلت على مكانة كبيرة بين مؤسسى ومحررى الموسيقى التي استمرت فيها من خلال مجلة التكنولوجيا وتسجيل الاصوات الوحيدة في تركيا في نفس الوقت.

## المهرجانات التي انضمت اليها
-مهرجان المجلة السابع عشر (2006)
-مسرح الورك بكوك بورن (2006)
-مهرجان أنكيورك (2006)
-مهرجان روك الزيتون (2006)
-مهرجان روك الزيتون (2007)
-مهرجان الحائط (يالوفا) (2007)
-مهرجان الروك التركى (شيلى) (2007)
-مهرجان سلاجاك (2007)
-المهرجان الدولى للفنون (2007)
-مهرجان أنكيروك (2007)
-مهرجان يوم المرأة العالمى، بلانس (2007)
-مهرجان الربيع بجامعة دوملوبينار (2007)
-ايمره أيدن، جولة أيمرة ايدن الحادية عشر، الحفلة الحادية عشر، (2007)
-الروك بأنطاليا (2008)
-مهرجان الروك بقونية (2008)
-مهرجان يوم البيئة العالمى، ستديو لايف (2008)
-مهرجان الجاز بأنقرة الدولى الحادى عشر (2008)
-مهرجان اسكى شهير الأحمر، مهرجان الروك الأسود (2008)
-مهرجان أنكيروك (2008)
-حفلة عيد الجمهورية 29 أكتوبر، تي أر تي 1
-مهرجان حقوق الإنسان بمجلة الحرية، مرسين، (2009)
-مهرجان الشباب بجامعة مرمرة (2010)
-مهرجان البحر ششما (2010)
-مهرجان الربيع، جامعة اولوداغ (2012)
-مهرجان الربيع، جامعة إسطنبول (2012)
-مهرجان الربيع، جامعة مالتيب (2012)
-مهرجان الربيع، جامعة ابانت أيزت بيسال، (2013)

## الروابط الخارجية
- أيدلجا على موقع IMDb (الإنجليزية)
- أيدلجا على موقع ميوزك برينز (الإنجليزية)
- أيدلجا على موقع ديسكوغز (الإنجليزية)

Aydilge Resmi Sitesi [التركية]
Aydilge Tumblr
Sabancı Üniversitesi Diller Okulu Podcast Dizisi: Aydilge ile Röportaj, 72 dakika